# Erradicación de la poliomielitis

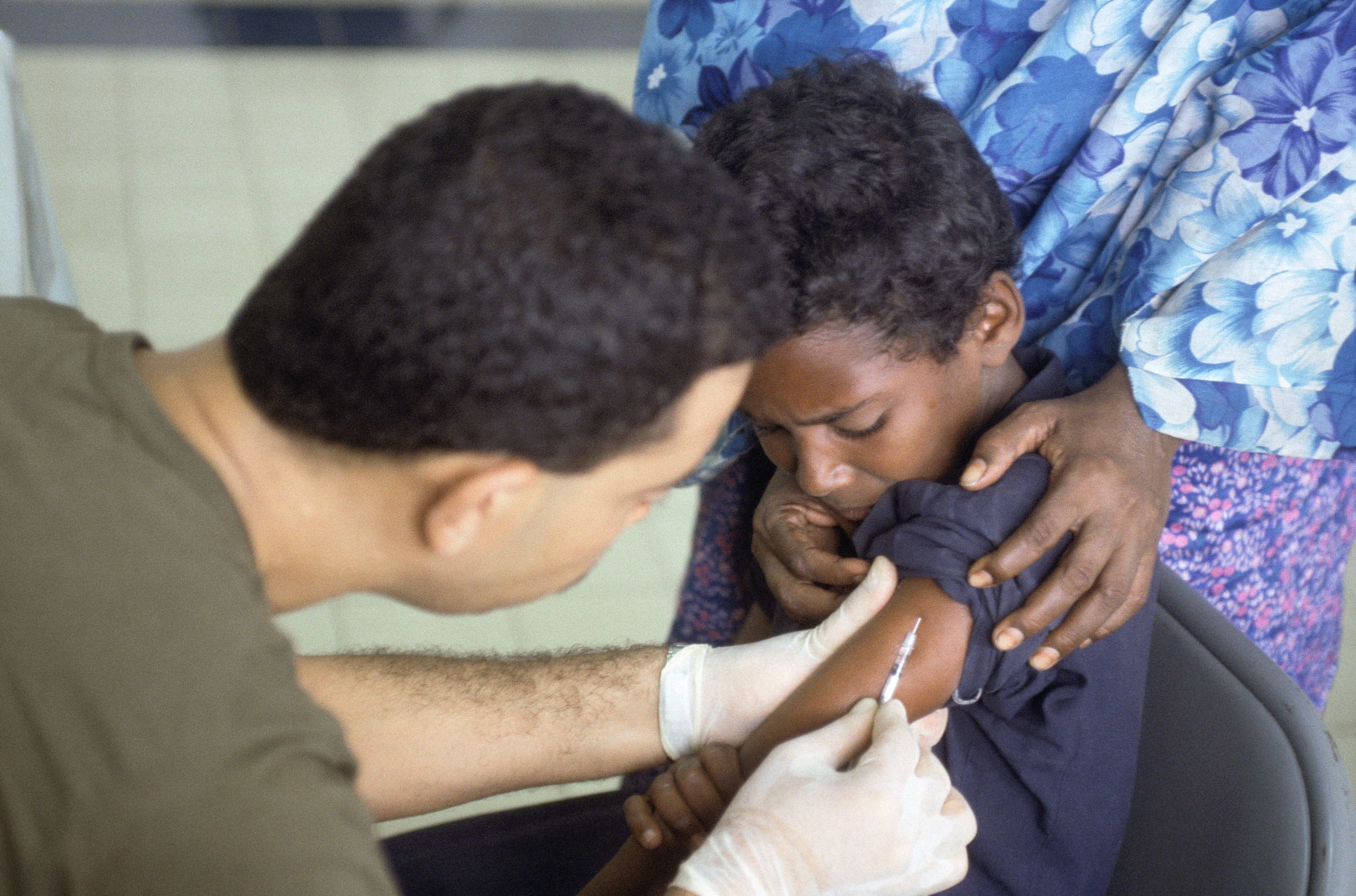
Un niño somalí recibe una vacuna contra la poliomielitis en un hospital de Mogadiscio, diciembre de 1993.

En 1988 se inició un esfuerzo (encabezado por la Organización Mundial de la Salud (OMS), la Unicef, la Rotary International y los Centros para el Control y Prevención de Enfermedades) en materia de salud pública para eliminar todos los casos de poliomielitis (polio) en el mundo. Desde entonces, la campaña internacional ha logrado reducir de cientos de miles a 291 casos en 2012 (una reducción del 99.9%). 
La erradicación exitosa del polio representaría la tercera ocasión en que algo así sucede (tras la viruela y la peste bovina). En 2011, se redujeron drásticamente las tasas de incidencia de la enfermedad, y nuevamente en 2012, se registró otra gran reducción, lo que reavivó la esperanzas de la eliminación de la poliomielitis. En marzo de 2014, la OMS declaró a la India libre de polio.
Sin embargo, en mayo del mismo año, la OMS decretó «emergencia de salud pública de interés internacional» ante un rebrote de la enfermedad. Se detectó la enfermedad en Afganistán, Guinea Ecuatorial, Etiopía, Irak, Israel, Somalia, Nigeria, Pakistán, Camerún, y Siria. De estos países, los últimos tres se consideraron «exportadores del virus». En 2016, solo tres países eran considerados endémicos: Afganistán, Pakistán y Nigeria. Por su parte, Laos enfrentó un brote de poliovirus circulante derivado de la vacuna, aunque en ese año se registró una importante reducción en el número de casos.
En 2020, se declaró la erradicación de la poliomielitis en África. La enfermedad solo continúa transmitiéndose en Afganistán y Pakistán. En 2022 la Global Polio Eradication Initiative inició la «estrategia de erradicación de la polio 2022-2026», según la cual estima que el escenario más probable es que el último caso de poliomielitis salvaje se de a finales de 2023, obteniendo la certificación de erradicación tres años después. Siendo su visión más pesimista que estos eventos ocurran tres años después de la fecha prevista.

## Antecedentes

### Erradicación
La erradicación de una enfermedad se logra cuando se «controla suficientemente para evitar que se declare una epidemia en
una determinada zona geográfica», cuando el agente infeccioso deja de existir en la naturaleza o en laboratorios o cuando se consigue «reducir a cero la incidencia mundial de una enfermedad como resultado de esfuerzos deliberados, obviando la necesidad de medidas de control adicionales». Teóricamente, la disponibilidad de diversas herramientas permite la erradicación de enfermedades. Sin embargo, en la realidad, diversos factores tanto biológicos como técnicos aumentan o disminuyen el potencial de erradicación. De esta forma, se consideran tres indicadores de eradicabilidad: «disponibilidad de una efectiva forma de intervención que interrumpa la transmisión, herramientas prácticas de diagnóstico y la necesidad de humanos en el ciclo de vida del agente».
A lo largo de la historia, dos enfermedades han sido exitosamente erradicadas: la peste bovina y la viruela. La viruela fue la primera enfermedad erradicada por acción humana, gracias principalmente al trabajo de Edward Jenner. En 1796, este médico inglés, logró exitosamente inocular a una persona sana. El trabajo de Jenner representa el «primer intento científico de controlar una enfermedad infecciosa mediante el uso deliberado de la vacunación».  En 1958, tras recibir un reporte sobre las «catastróficas consecuencias de la viruela en 63 países», la Asamblea Mundial de la Salud inició la campaña mundial para erradicar la enfermedad. Tan solo 22 años después, la OMS anunció la erradicación mundial de la viruela. La peste bovina, enfermedad viral que atacaba al ganado y otros rumiantes, es la primera patología animal erradicada por la acción humana. En 2011, la Organización de las Naciones Unidas para la Alimentación y la Agricultura y la Organización Mundial de Sanidad Animal anunciaron la erradicación de la enfermedad, luego de 10 años sin casos registrados.

### Poliomielitis

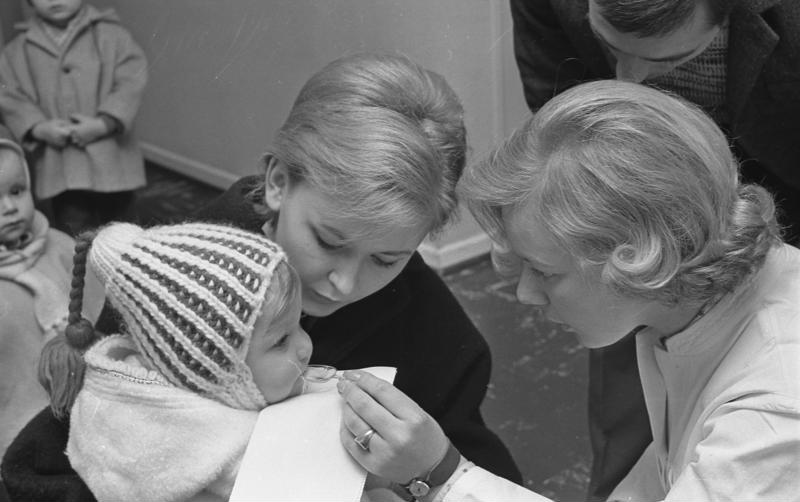
Aplicación de la vacuna (oral) contra la poliomielitis en un centro de salud de Bonn, Alemania Occidental (1967).

La poliomielitis es una enfermedad viral causada por el poliovirus, que afecta mayoritariamente a los menores de cinco años de edad. Según la OMS, una de cada 200 infecciones produce parálisis permanente (generalmente en piernas); entre un 5% y un 10% de los enfermos de la polio fallecen a causa de la parálisis de músculos respiratorios. Hay evidencias de la existencia de la enfermedad desde el Antiguo Egipto (ca. 1580 — 1350 a. C.). En la época moderna, la polio fue causante de grandes epidemias en 1916 y entre 1940 y 1950.
En 1949, John Franklin Enders, Thomas H. Weller y Frederick C Robbins lograron que el poliovirus creciera en medios de cultivo de células no nerviosas, lo que contribuyó al desarrollo de la vacuna contra la enfermedad. Cinco años más tarde, los tres fueron premiados con el Nobel de Medicina por este descubrimiento. Finalmente, en 1952, Jonas Salk desarrolló la primera vacuna efectiva y segura contra la polio (virus inactivados). Tres años más tarde, la vacuna fue autorizada. Tan solo en Estados Unidos logró reducir de 56 000 casos en 1952 a 3190 en 1960. En 1961, Albert Sabin creó la vacuna oral (virus activos), una vacuna más barata y más fácil de aplicar que la de Salk. Al año siguiente la OPV de Sabin fue autorizada. Con esta vacuna Reino Unido logró reducir de 4381 casos por año (1951-1955) a 322 casos anuales (1961-1965).
Ambas vacunas ayudaron a reducir la incidencia de polio en países industrializados. En 1960, Checoslovaquia se convirtió en el primer país del mundo en demostrar científicamente la erradicación de la polio en su territorio. Estos logros en la vacunación de masas sugirieron que el poliovirus podía ser erradicado. 15 años después de la erradicación en Checoslovaquia, la Organización Panamericana de la Salud (OPS) lanzó una iniciativa para acabar con la polio en América.
Previamente, en 1978, la Asamblea Mundial de la Salud había creado el Programa Ampliado de Inmunización, un ambicioso programa con el objetivo de garantizar la disponibilidad de vacunas para todos los niños del mundo. Finalmente, en 1988, la OMS lanzó la Iniciativa Mundial de Erradicación de la Poliomielitis, usando un modelo similar al de la OPS e inspirándose en PolioPlus de la Rotary International (la «primera y más grande» iniciativa internacional en materia de salud pública coordinada por el sector privado y que contó con un presupuesto inicial de 120 millones de dólares).

## Iniciativa Mundial
Durante la 41.ª Asamblea Mundial de la Salud, celebrada en mayo de 1988, la OMS y los Estados miembro se comprometieron a erradicar la poliomielitis del mundo, lo que dio inicio a la Iniciativa Mundial de Erradicación de la Poliomielitis (en inglés: Global Polio Eradication Initiative, GPEI). La iniciativa involucró a gobiernos nacionales, la OMS, la Unicef, la Rotary Foundation, los Centros para el Control y Prevención de Enfermedades y fundaciones como la Fundación Bill y Melinda Gates. Por otro lado, organismos como la Agencia de los Estados Unidos para el Desarrollo Internacional y el Banco Mundial se encargaron del patrocinio de la campaña. También se incluyen: la Organización de las Naciones Unidas, la Comisión Europea, las Sociedades Nacionales de la Cruz Roja y la Media Luna Roja y Aventis Pasteur, entre otras. Desde entonces, la Iniciativa Mundial ha logrado reducir en un 99% el número de casos de polio (350 000 en 1988).

## Progreso
| Casos de polio y países con casos reportados por año |           |            |        |
| Año                                                  | Estimados | Reportados | Países |
| 1975                                                 | —         | 49 293     |        |
| 1980                                                 | 400 000   | 52 552     |        |
| 1985                                                 | —         | 38 637     |        |
| 1988                                                 | 350 000   | 35 251     |        |
| 1990                                                 | —         | 23 484     |        |
| 1993                                                 | 100 000   | 10 487     |        |
| 1995                                                 | —         | 7035       |        |
| 1996                                                 | —         | 4074       |        |
| 1997                                                 | —         | 5185       |        |
| 1998                                                 | —         | 6349       |        |
| 1999                                                 | —         | 7141       |        |
| 2000                                                 | —         | 2971       |        |
| 2001                                                 | —         | 496        | 19     |
| 2002                                                 | —         | 1922       | 10     |
| 2003                                                 | —         | 784        | 15     |
| 2004                                                 | —         | 1257       | 19     |
| 2005                                                 | —         | 2030       | 18     |
| 2006                                                 | —         | 2022       | 19     |
| 2007                                                 | —         | 1387       | 12     |
| 2008                                                 | —         | 1732       | 19     |
| 2009                                                 | —         | 1783       | 25     |
| 2010                                                 | —         | 1413       | 22     |
| 2011                                                 | —         | 716        | 19     |
| 2012                                                 | —         | 291        | 9      |
| 2013                                                 | —         | 445        | 10     |
| 2014                                                 | —         | 359        | 9      |
| 2015                                                 | —         | 74         | 2      |
| 2016                                                 | —         | 37         | 3      |
| 2017                                                 | —         | 22         | 2      |
| Referencias:                                         |           |            |        |

Gracias al uso generalizado de las vacunas contra el polio se logró la reducción significativa de la incidencia de poliomielitis en muchos países industrializados. En 1960, Checoslovaquia se convirtió en el primer país en eliminar la enfermedad en su territorio. Dos años después, el 25 de febrero de 1962, Cuba inició la primera de varias campañas nacionales de inmunización. Gracias a la vacunación masiva, desde 1970 ningún estudio detectó el poliovirus en Cuba. Bajo el liderazgo de Ciro de Quadros, en 1985, la Organización Panamericana de la Salud lanzó la iniciativa para la erradicación de la polio en América.
En 1979, la Rotary International se involucró en la lucha contra la polio al proveer vacunas orales a seis millones de niños en Filipinas. Tras el éxito de los esfuerzos, la organización trabajó junto a Sabin en el desarrollo de un plan para inmunizar contra la polio a todos los niños. Así, en 1985, la Rotary anunció el lanzamiento de su programa PolioPlus con un presupuesto de 120 millones de dólares, en un esfuerzo por erradicar la polio.

### 1988—1991
En 1988, con el apoyo de la Rotary International, la Unicef y los Centros para el Control y Prevención de Enfermedades, la Organización Mundial de la Salud lanzó la Iniciativa Mundial de Erradicación de la Poliomielitis (en inglés: Global Polio Eradication Initiative, GPEI) con el objetivo de erradicar en todo el mundo la polio para el año 2000. En agosto de 1991, se registró el último caso de poliomielitis en Perú, que se convirtió en el último caso de América.

### 1994—2000
El 20 de agosto de 1994, el continente americano fue declarado libre de polio.Ese mismo año, el gobierno indio lanzó la Campaña Pulse Polio. Todavía vigente, involucra la vacunación anual de todos los menores de cinco años de edad.
Al año siguiente, se lanzó la Operación MECACAR (Mediterráneo, Cáucaso, Repúblicas de Asia Central y Rusia); los Días Nacionales de Inmunización se coordinaron en 19 países europeos y mediterráneos. En 1997, Mum Chanty de Camboya se convirtió en la última persona en contraer polio en la región Indo-Pacífico. En 1998, Melik Minas de Turquía se convirtió en el último caso reportado en Europa.Y en 2000, la región Pacífico Occidental (incluida China) fue certificada libre de polio.
En octubre de 1999, el último aislamiento por poliovirus tipo 2 ocurrió en India. Este tipo de poliovirus se considera erradicado. También en ese mes, El Grupo CORE (financiado por la Agencia de los Estados Unidos para el Desarrollo Internacional) inició sus esfuerzos por colaborar en la erradicación de la polio. El grupo inició su apoyo en Bangladés, India y Nepal en Asia del Sur y Angola, Etiopía y Uganda en África.

### 2001—2004
Para 2001, 575 millones de niños habían recibido alrededor de dos mil millones de dosis de la vacuna oral. El 21 de junio de 2002, la Organización Mundial de la Salud declaró a Europa libre de polio. Ese mismo año, se reportó un brote de polio en la India. El número de campañas de vacunación se redujo, además poblaciones ubicadas al norte de la India, particularmente las de origen islámico se resistieron a la inmunización. Al mismo tiempo, el estado indio de Uttar Pradesh contaba con casi dos tercios del total de casos reportados a nivel mundial. No obstante, en 2004, la India adoptó nuevas estrategias para aumentar la cantidad de vacunas en las poblaciones marginales, logrando así importantes avances lucha contra la polio en esas zonas.
En agosto de 2003, se esparcieron rumores en algunos estados de Nigeria, especialmente Kano, que aseguraban que la vacuna ocasionaba esterilidad en las niñas. El resultado fue la suspensión de los esfuerzos de inmunización en ese estado, causando un dramático incremento de los índices de polio en el ya endémico país. El 30 de junio de 2004, la OMS anunció que, tras 10 meses de prohibición de la vacuna, Kano se había comprometido a reiniciar la campaña en julio siguiente. Durante la prohibición, el virus se propagó por Nigeria y en 12 países vecinos previamente declarados libres de polio.
Para 2006, esta prohibición fue culpada de causar parálisis en 1500 niños y costos de 450 millones de dólares en actividades de emergencia. Asimismo, los rumores de esterilidad y la prohibición en Kano, además de la guerra civil y los conflictos internos en Sudán y Costa de Marfil, complicaron los esfuerzos de la OMS. En 2004, casi dos tercios de los casos de polio a nivel mundial ocurrieron en Nigeria.

### 2005
En 2005 se reportaron 1979 casos de poliovirus salvaje (excluyendo los casos de poliovirus de origen vacunal). Por medio de la campaña Pulse Polio, India reportó 66 casos en 2005; en 2004 se habían reportado 136, 225 en 2003 y 1600 en 2002.
Yemen, Indonesia, Sudán, Somalia, Etiopía, Angola, Malí, Camerún, Chad, Eritrea y Nepal, previamente declarados libres de polio, registraron casos de la enfermedad importados de otros países, principalmente de Nigeria. El 5 de mayo de 2005, se anunció el diagnóstico de un nuevo caso de polio en Java, Indonesia; se sospechó que fue la misma cepa que causó diversos brotes en Nigeria. En el verano, la OMS, la Unicef y el gobierno indonesio iniciaron nuevos esfuerzos en contrarrestar los nuevos temores surgidos en torno a la seguridad de las vacunas, por lo que recultaron celebridades y líderes religiosos en una campaña publicitaria para promover la vacunación. En mayo de 2004 se detectó el primer caso del brote en Sudán. La reaparición del polio llevó a incrementar las campañas de vacunación. En la ciudad de Darfur, 78 654 niños fueron inmunizados y 20 432 más al sur del país (Yirol y Chelkou).
El 29 de septiembre de 2005, el Departamento de Salud de Minnesota identificó el primer caso de transmisión del poliovirus de origen vacunal en Estados Unidos desde la descontinuación de la vacuna oral en 2000. La infección ocurrió en una lactante de siete meses no vacunada e inmunodeprimida perteneciente a una comunidad Amish.

### 2006–2010
En 2006, solo cuatro países fueron reportados con poliomielitis endémica (Nigeria, India, Pakistán y Afganistán). Del total de casos en ese año, 1997, la gran mayoría (1869) ocurrieron en países con polio endémica. 1122 casos se registraron en Nigeria y la India reportó un considerable aumento de contagios en comparación con el año anterior (676 casos en 2006, el 30% a nivel mundial). Por su parte, Pakistán y Afganistán registraron 40 y 31, respectivamente. Tras casi seis años libre de polio, Bangladés informó la detección de 18 nuevos casos. "Nuestro país [Bangladés] no será seguro mientras [países] vecinos como India y Pakistán no estén libres de polio", declaró el ministro de Salud ASM Matiur Rahman.
Al año siguiente hubo un total de 1315 casos a nivel mundial. En esta ocasión, cerca del 60% (874) ocurrieron en la India, mientras que Nigeria logró disminuir dramáticamente su cifra de 1122 en 2006 a 285 en 2007. Lo que se atribuyó al mayor control político de los estados del sur y al reinicio de la inmunización en el norte, donde los clérigos musulmanes dirigieron un boicot a la vacunación en 2003. Los gobiernos locales y los líderes musulmanes permitieron el reinicio de la vacunaciones bajo la condición de que las vacunas fueran fabricadas en Indonesia y no en los Estados Unidos. Turai Yar'Adua, esposa del entonces recién electo presidente nigeriano Umaru Yar'Adua, hizo de la erradicación de la polio una de sus prioridades. Al acudir al inicio de las campañas de inmunización en Birnin Kebbi en julio de 2007, Yar'Adua instó a los padres a vacunar a sus hijos y destacó la seguridad de las vacunas orales.
Ese mismo mes, un estudiante procedente de Pakistán importó el primer caso de polio en Australia tras casi 20 años. Otros países con un número significante de casos de poliovirus salvaje fueron Congo, con 41 casos, Chad con 22 y Níger y Birmania con 11 casos cada uno. Al año siguiente, 18 países reportaron casos de polio, para una suma total a nivel mundial de 1651. De estos, 1505 ocurrieron en los cuatro países endémicos y 146 en otros. Nigeria (798 casos) y la India (559 casos) fueron los países más afectados, sumando un 82.8% del total. Fuera de los países endémicos, Chad registró el mayor número de casos, 37.
Para 2009, la cifra se redujo a 1604 casos en 23 países. 1256 en los cuatro países endémicos y 348 en 19 países que importaron la enfermedad o restablecieron la transmisión. Una vez más, la India (741) y Nigeria (388) fueron los países con el mayor número de casos. Seguidos de varios países con menos de 100 casos: Pakistán con 89 casos, Chad con 64, Sudán con 45, Guinea con 42, Afganistán con 38, Angola con 29, Costa de Marfil con 26, Benín con 20, Kenia con 19, Níger con 15, República Centroafricana con 14, Mauritania con 13 y Sierra Leona y Liberia ambos con 11 casos. Y por último el grupo de países con menos de 10 casos reportados: Uganda con 8, Togo con 6, Camerún y la República Democrática del Congo con 3 y Burundi y Malí con 2.
Por otra parte, en 2010, la Organización Mundial de la Salud registró un total de 1352 casos de poliovirus salvaje en 20 países. Los casos reportados se redujeron, en comparación con el año anterior, en un 95% en Nigeria (mínimo histórico de 21 casos) y 94% en la India (mínimo histórico de 42 casos). Por su parte, Afganistán pasó de 38 a 25 casos; mientras que Pakistán pasó de 89 a 144 casos. No obstante, 460 casos (34% del total) fueron reportados en un brote agudo en Tayikistán, además de 18 casos en Kazajistán (1) y Turkmenistán (3) y Rusia (14). Estos fueron los primeros casos de poliovirus salvaje en Europa desde su certificación como libre de polio en 2002. Asimismo, 441 casos (30% del total) ocurrieron en un brote en la República del Congo (Brazzaville). Hubo al menos 179 muertes relacionadas con este brote, relacionado con el brote de poliovirus tipo 1 de Angola (33 casos en 2010). Por su parte, la República Democrática del Congo registró 100 casos.

### 2011
| Polio en 2011                   |         |         |                          |
| Países                          | Salvaje | Vacunal | Estado                   |
| Pakistán                        | 198     | 0       | Endémico                 |
| Chad                            | 132     | 0       | Transmisión restablecida |
| República Democrática del Congo | 93      | 11      | Transmisión restablecida |
| Afganistán                      | 80      | 1       | Endémico                 |
| Nigeria                         | 62      | 34      | Endémico                 |
| Costa de Marfil                 | 36      | 0       | Importación              |
| China                           | 21      | 0       | Importación              |
| Mali                            | 7       | 0       | Importación              |
| Angola                          | 5       | 0       | Transmisión restablecida |
| Níger                           | 5       | 1       | Importación              |
| República Centroafricana        | 4       | 0       | Importación              |
| Guinea                          | 3       | 0       | Importación              |
| República del Congo             | 1       | 0       | Importación              |
| Gabón                           | 1       | 0       | Importación              |
| India                           | 1       | 0       | Endémico                 |
| Kenia                           | 1       | 0       | Importación              |
| Yemen                           | 0       | 9       | Solo vacunal             |
| Somalia                         | 0       | 9       | Solo vacunal             |
| Mozambique                      | 0       | 2       | Solo vacunal             |
| Total                           | 650     | 67      |                          |

En el 2011, se reportaron casos en los cuatro países endémicos (Pakistán, Afganistán, Nigeria y la India) además de la República Democrática del Congo, Chad, Angola, Malí, Costa de Marfil, Níger, Gabón, entre otros. Alrededor del 87% de los casos registrados ese año sucedieron en cinco países: Pakistán, Chad, la República Democrática del Congo, Afganistán y Nigeria. En la India, se reportó solo un caso de poliovirus salvaje.
En 2011, hubo 11 brotes de polio salvaje, nueve nuevos y dos que continuaron desde 2010. Costa de Marfil reportó 36 casos de polio tipo 3 como parte de un brote presente, al igual que Malí y Guinea. La transmisión del polio se reinició en Angola, Chad y la República Democrática del Congo. Kenia registró su primer caso desde 2009, mientras que China reportó 21 casos, la mayoría en Sinkiang, sus primeros desde 1994. En 2007, Pakistán registró 32 casos de polio, su número más bajo. No obstante, en 2011, la cifra aumentó a 198 casos. Los focos de infección se extendían en tres regiones de Pakistán: Baluchistán, Sind y las Áreas tribales. La problemática en Pakistán surgía por la desconfianza en los trabajadores sanitarios que participaban en la vacunación de los menores, en gran medida, provocada por la falsa campaña de vacunación realizada por la Agencia Central de Inteligencia como excusa para obtener muestras de ADN de parientes de Osama Bin Laden.
En total, se reportaron 650 casos a nivel mundial en 2011. De los 16 países con casos de polio, Pakistán fue el más afectado con 198, seguido de Chad con 132 casos, la República Democrática del Congo con 93, Afganistán con 80, Nigeria con 62, Costa de Marfil con 36 y China con 21. Además de Malí con 7 casos, Angola y Níger con 5, la República Centroafricana con 4, Guinea con 3 y el Congo, Gabón, la India y Kenia con 1.

### 2012
| Polio en 2012                   |         |         |                          |
| Países                          | Salvaje | Vacunal | Estado                   |
| Pakistán                        | 58      | 16      | Endémico                 |
| Nigeria                         | 122     | 8       | Endémico                 |
| Afganistán                      | 37      | 9       | Endémico                 |
| Chad                            | 5       | 12      | Transmisión restablecida |
| Níger                           | 1       | 0       | Importación              |
| República Democrática del Congo | 0       | 17      | Solo vacunal             |
| Kenia                           | 0       | 3       | Solo vacunal             |
| Yemen                           | 0       | 3       | Solo vacunal             |
| China                           | 0       | 2       | Solo vacunal             |
| Somalia                         | 0       | 1       | Solo vacunal             |
| Total                           | 223     | 71      |                          |

En 2012, varios países cumplieron más de un año desde su último caso de polio. El 12 de enero, la Organización Mundial de la Salud anunció que la India había completado su primer año sin casos de polio. Oficialmente, el 25 de febrero, la OMS dejó considerar a la India como país con polio endémico. Por lo anterior, para 2012 había solo tres países con polio endémico: Nigeria, Pakistán y Afganistán. Así mismo, otros países que lograron en 2012 su primer año sin casos de polio fueron: Gabón y la República del Congo (enero), Malí (junio), Costa de Marfil, Angola y Kenia (julio), Guinea (agosto), China (octubre) y la República Centroafricana y la República Democrática del Congo (diciembre). Los casos reportados de polio se limitaron a cinco países: Nigeria, Pakistán, Afganistán, Chad y Níger, de los que cuatro registraron un menor número de casos en comparación con el 2011.
Nigeria fue el único país de África considerado endémico. En total, se reportaron 122 casos en ese país durante el 2012, a diferencia de los 62 en 2011. Más del 90% de los casos ocurrieron en los estados del norte del país: Borno, Jigawa, Kano, Katsina, Kebbi, Sokoto, Yobe y Zamfara. Por su parte, Chad registró cinco casos en 2012, una importante reducción en comparación con los 132 casos reportados en 2011. Su último caso fue reportado el 14 de junio de 2012. Finalmente, Níger registró solo un caso, de tipo 1, en noviembre de ese año.
Pakistán se mantuvo como país con mayor número de caso, sin embargo, también con una significante reducción en comparación con el 2011. En total, en el 2012, Pakistán tuvo 58 casos, 140 menos que el año anterior. La mayoría de los casos ocurrieron en tres áreas de Jaiber Pajtunjuá, las Áreas tribales y Karachi. Igualmente, Afganistán logró reducir su número de casos, pasando de 80 en 2011 a 37 en 2012.

### 2013
| Polio en 2013 |         |         |              |
| Países        | Salvaje | Vacunal | Estado       |
| Pakistán      | 93      | 48      | Endémico     |
| Nigeria       | 53      | 4       | Endémico     |
| Afganistán    | 14      | 3       | Endémico     |
| Somalia       | 194     | 1       | Importación  |
| Siria         | 35      | 0       | Importación  |
| Kenia         | 14      | 0       | Importación  |
| Etiopía       | 9       | 0       | Importación  |
| Camerún       | 4       | 4       | Importación  |
| Chad          | 0       | 4       | Solo vacunal |
| Níger         | 0       | 1       | Solo vacunal |
| Yemen         | 0       | 1       | Solo vacunal |
| Total         | 416     | 66      |              |

En 2013, de los tres países endémicos —Pakistán, Nigeria y Afganistán— los últimos dos registraron una importante reducción en el número de casos de polio en comparación con el 2012. No obstante, en el caso de Pakistán, un brote en Bara, Áreas tribales, un área con problemas en la vacunación, representó la mayor reserva del virus en Asia. Afectó tanto a Pakistán como a Afganistán. Por otra parte, se reportó otro brote en el Cuerno de África, específicamente en Benadir, Somalia, que representó más de la mitad de los casos registrados ese año. Países como Kenia, Etiopía y Siria también registraron casos. Para el 26 de noviembre, habían sido reportrados 347 casos de polio salvaje, en comparación con los 202 reportados en noviembre de 2012. Los casos en países endémicos disminuyeron de 197 a 123; los casos en países no endémicos aumentaron de 5 a 224. La polio vacunal se registró en los países endémicos y en Somalia, Chad, Camerún, Yemen y Níger.

### 2014
| Polio en 2014     |         |         |              |
| Países            | Salvaje | Vacunal | Estado       |
| Pakistán          | 306     | 22      | Endémico     |
| Nigeria           | 6       | 30      | Endémico     |
| Afganistán        | 28      | 0       | Endémico     |
| Camerún           | 5       | 0       | Importación  |
| Guinea Ecuatorial | 5       | 0       | Importación  |
| Somalia           | 5       | 0       | Importación  |
| Irak              | 2       | 0       | Importación  |
| Etiopía           | 1       | 0       | Importación  |
| Siria             | 1       | 0       | Importación  |
| Sudán del Sur     | 0       | 2       | Solo vacunal |
| Madagascar        | 0       | 1       | Solo vacunal |
| Total             | 359     | 55      |              |

El 24 de marzo de 2014, la OMS anunció la erradicación de la polio en el Sudeste Asiático. Con la incorporación de esta región, la proporción de la población mundial habitante de regiones libres de polio alcanzó el 80%. El 13 de enero de 2011, en la India, se registró el último caso de polio salvaje en la región del Sudeste Asiático. Para finales de 2014, solamente once países habían reportado casos. Pakistán tuvo el mayor número de casos con 328, situación de la que se culpó a los militantes de Al Qaeda y al talibán que impedían la vacunación de niños en las regiones rurales del país. Por su parte, Madagascar, Siria y Etiopía reportaron un caso. Otros países afectados fueron: Nigeria (36 casos), Afganistán (28 casos), Somalia (cinco casos), Guinea Ecuatorial (cinco casos), Camerún (cinco casos), Irak (dos casos) y Sudán del Sur (dos casos).

### 2015
| Polio en 2015 |         |         |              |
| País          | Salvaje | Vacunal | Estado       |
| Pakistán      | 54      | 2       | Endémico     |
| Afganistán    | 20      | 0       | Endémico     |
| Madagascar    | 0       | 10      | Solo vacunal |
| Laos          | 0       | 8       | Solo vacunal |
| Guinea        | 0       | 7       | Solo vacunal |
| Ucrania       | 0       | 2       | Solo vacunal |
| Birmania      | 0       | 2       | Solo vacunal |
| Nigeria       | 0       | 1       | Solo vacunal |
| Total         | 74      | 32      |              |

En total, en 2015 se reportaron 74 casos de polio salvaje (54 en Pakistán y 20 en Afganistán) y 32 del vacunal (10 en Madagascar, ocho en Laos, siete en Guinea, dos en Ucrania, Pakistán y Birmania y uno en Nigeria). El 11 de agosto, Somalia cumplió un año sin casos de polio salvaje detectados y por lo tanto, un año sin casos registrados en África. Poco después, a inicios de septiembre, se detectaron dos casos de polio vacunal en el suroeste de Ucrania, producidos a causa de los bajos niveles de inmunización en el país. Se trata del primer brote en Europa desde 2010.
El 25 de septiembre, la OMS removió a Nigeria de la lista de países con transmisión endémica. Asimismo, en ese mes se reportó un caso de polio vacunal en Mali. No obstante, los estudios del virus indicaron que se originó en Guinea y había estado circulando por al menos doce meses. Igualmente, en ese mes se declaró erradicado el poliovirus tipo 2, dado que el último caso se reportó en 1999. Se sumó al tipo tres, erradicado desde 2012. No obstante, la polio vacunal aún causó parálisis en diversos países debido a la evolución del virus en población con bajos niveles de inmunización.

### 2016
| Polio en 2016 |         |         |              |
| País          | Salvaje | Vacunal | Estado       |
| Pakistán      | 20      | 1       | Endémico     |
| Afganistán    | 13      | 0       | Endémico     |
| Nigeria       | 4       | 1       | Endémico     |
| Laos          | 0       | 3       | Solo vacunal |
| Total         | 37      | 5       |              |

En 2016 se reportaron 37 casos de polio salvaje: 20 en Pakistán, 13 en Afganistán y cuatro en Nigeria. Pese a haber sido eliminado de la lista de países con transmisión endémica, Nigeria fue reclasificado tras registrase los casos. Los análisis genéticos determinaron que, pese a no detectarse casos de polio salvaje en casi dos años, el virus seguía circulando desde 2011 en regiones innaccesibles debido a las actividades de Boko Haram. Igualmente, aunque no se habían detectado casos de polio vacunal por más de un año, una muestra tomada a un niño de Borno dio positivo para poliovirus circulante derivado de la vacuna-tipo 2 en marzo.
En Laos, el brote de poliovirus circulante derivado de la vacuna-tipo 1 que inició en 2015 continuó en 2016, con un total de tres casos reportados. Las muestras ambientales de Pakistán indicaron la presencia regular de poliovirus salvaje tipo 1 y en Hyderabad, India, muestras tomadas entre enero de 2015 y mayo de 2016 mostraron la existencia de una cepa de poliovirus circulante derivado de la vacuna en la ciudad, sin casos diagnosticados.
Por otro lado, los ataques contra las campañas de vacunación continuaron. Un ataque suicida en Quetta en enero y un par de tiroteos en Karachi en abril, tenían como objetivo el personal de seguridad pakistaní que protege a los vacunadores. Mientras que, en enero, tres trabajadores afganos de la campaña de vacunación desaparecieron y sus cuerpos fueron descubiertos semanas después.
Dado que las cepas de poliovirus circulante derivado de la vacuna continuaron presentándose por la vacuna oral trivalente, esta fue reemplazada en abril y mayo por una versión bivalente que carece del poliovirus tipo 2, así como una vacuna inactivada inyectada trivalente que no puede ocasionar polio vacunal. Con esto se buscó que no surgieran nuevas cepas de poliovirus derivado de la vacuna y permitiera el eventual cese de la vacunación contra el poliovirus salvaje tipo 2.

### 2017
| Polio en 2017                   |         |         |              |
| País                            | Salvaje | Vacunal | Estado       |
| Afganistán                      | 14      | 0       | Endémico     |
| Pakistán                        | 8       | 0       | Endémico     |
| Siria                           | 0       | 74      | Solo vacunal |
| República Democrática del Congo | 0       | 22      | Solo vacunal |
| Total                           | 22      | 96      |              |

En 2017, se registraron 22 casos de poliovirus salvaje tipo 1, una reducción de 15 casos respecto al 2016. 14 se presentaron en Afganistán y 8 en Pakistán, ambos (junto con Nigeria) los únicos países aún considerados endémicos. En la frontera Afganistán-Pakistán, el «corredor Quetta-Kandahar» es objeto de especial atención dado que es un área de transmisión activa.
En Siria y la República Democrática del Congo, el brote de poliovirus circulante derivado de la vacuna-tipo 2 dio como resultado 74 y 22 casos reportados respectivamente. En cambio, no se registró ningún caso de poliovirus circulante derivado de la vacuna-tipo 1.
Luego de más de un año sin la detección del virus en Laos, el OMS declaró en marzo el cese de la transmisión del poliovirus circulante derivado de la vacuna-tipo 1. Ese mismo mes, la organización anunció una campaña sincronizada de vacunación en 13 países de África Occidental.

### 2018
| Polio en 2018                   |         |         |              |
| País                            | Salvaje | Vacunal | Estado       |
| Afganistán                      | 21      | 0       | Endémico     |
| Pakistán                        | 12      | 0       | Endémico     |
| Nigeria                         | 0       | 34      | Endémico     |
| Papúa Nueva Guinea              | 0       | 26      | Solo vacunal |
| República Democrática del Congo | 0       | 22      | Solo vacunal |
| Somalia                         | 0       | 12      | Solo vacunal |
| Níger                           | 0       | 10      | Solo vacunal |
| Indonesia                       | 0       | 1       | Solo vacunal |
| Mozambique                      | 0       | 22      | Solo vacunal |
| Total                           | 33      | 104     |              |

En 2018 se notificaron 33 casos de parálisis de poliovirus salvaje tipo 1. 21 casos en Afganistán y 12 en Pakistán. En Pakistán, tres de los casos ocurrieron en el distrito de Kohlu en Baluchistán, ocho en Khyber Pakhtunkhwa y uno en el área metropolitana de Karachi, Sindh. La circulación viral en gran parte del país, incluidas varias áreas urbanas importantes, condujo a la detección de poliovirus salvajes en el 20% de las muestras ambientales del año. El virus involucrado en varios casos de Afganistán tenía un pariente más cercano en Pakistán, lo que sugiere una propagación transfronteriza significativa, pero la mayoría representó una propagación dentro de Afganistán. Algunas de ellas fueron causadas por las denominadas cepas "huérfanas", resultantes de una transmisión no detectada durante mucho tiempo y que indican lagunas en el seguimiento. Diferentes cepas fueron en gran parte responsables de los casos en el noroeste y sur del país. En Nigeria, el tercer país clasificado como de transmisión endémica, el país ha pasado dos años completos sin que se detectara un caso de virus salvaje, aunque no se pudo confirmar la eliminación de la transmisión del poliovirus salvaje.

### 2019
| Polio en 2019                   |         |         |              |
| País                            | Salvaje | Vacunal | Estado       |
| Pakistán                        | 146     | 22      | Endémico     |
| Afganistán                      | 29      | 0       | Endémico     |
| Angola                          | 0       | 129     | Solo vacunal |
| República Democrática del Congo | 0       | 86      | Solo vacunal |
| Ghana                           | 0       | 18      | Solo vacunal |
| Nigeria                         | 0       | 18      | Solo vacunal |
| Filipinas                       | 0       | 15      | Solo vacunal |
| Etiopía                         | 0       | 12      | Solo vacunal |
| Chad                            | 0       | 9       | Solo vacunal |
| Benín                           | 0       | 8       | Solo vacunal |
| Togo                            | 0       | 8       | Solo vacunal |
| Birmania                        | 0       | 6       | Solo vacunal |
| Somalia                         | 0       | 3       | Solo vacunal |
| Malasia                         | 0       | 3       | Solo vacunal |
| Zambia                          | 0       | 2       | Solo vacunal |
| Burkina Faso                    | 0       | 1       | Solo vacunal |
| China                           | 0       | 1       | Solo vacunal |
| Níger                           | 0       | 1       | Solo vacunal |
| Yemen                           | 0       | 1       | Solo vacunal |
| Total                           | 175     | 365     |              |

En 2019 se detectaron 175 casos de parálisis poliovirus salvaje tipo 1. 29 casos en Afganistán y 139 en Pakistán. En particular, en el Pakistán el número de casos está aumentando. La migración transfronteriza sigue desempeñando un papel en la transmisión de la poliomielitis en los dos países. Los opositores a la vacunación en Pakistán lanzaron una serie de ataques en abril que dejaron muertos a un vacunador y dos hombres de seguridad, mientras que falsos rumores y videos engañosos que informan sobre la toxicidad de la vacuna también han interrumpido los esfuerzos de vacunación allí. El poliovirus salvaje de origen paquistaní también se ha propagado a Irán, donde se ha detectado en varias muestras ambientales. En general, los esfuerzos de erradicación en Pakistán y Afganistán se han caracterizado por haberse convertido en un "espectáculo de terror", socavado por "la sospecha pública, las luchas políticas internas, la mala gestión y los problemas de seguridad".

### 2020
En junio, Nigeria fue eliminada de la lista de países con poliovirus salvaje endémico, quedando solo Afganistán y Pakistán.
El 25 de agosto, la OMS informó que África es un continente libre de poliomielitis. La evaluación científica definitiva fue realizada por la Comisión Regional Independiente de Certificación de África para la Erradicación de la Poliomielitis (ARCC), al quedar confirmado que Nigeria fue el último país afectado, registrándose el último caso de poliovirus salvaje en octubre de 2016.